# Pignolo
Pignolo ist eine hochwertige Rotweinsorte, die im italienischen Friaul angebaut wird. 

## Herkunft
Die Pignolo-Rebe wurde in Friaul seit Jahrhunderten angebaut und wurde sicher schon vor 1600 in dem Gebiet von Prepotto, Albana, Rosazzo und Premariacco angebaut. Schriftlich lobend erwähnt ist die Sorte im Ende des 17. Jahrhunderts erschienenen Werk Bacchus im Friaul des Abtes Giobatta Michieli. Der daraus gekelterte Wein wird als „exzellenter schwarzer Wein“ gerühmt.
Sie darf trotz hinweisender Synonyme und morphologischer Ähnlichkeiten nicht mit Aglianico, der lt. DNA-Analysen der deutlich unterschiedlichen Pignola Valtellinese oder (der weißen) Pignoletto verwechselt werden. 
Der Name leitet sich von der langgestreckten Traubenform ab (pigna = Tannenzapfen).

## Verbreitung
Die nach der Reblauskatastrophe vom Aussterben bedrohte Sorte wurde in den 1970er-Jahren mit Ablegern von wiederentdeckten über hundertjährigen Reben, erfolgreich reaktiviert. 
Die Anbaufläche im Jahre 2010 betrug 93 ha mit stark steigender Tendenz. 1990 waren es nur 29 ha. Inzwischen ist das Potenzial der Sorte Pignolo erkannt. 

## Wein
Die Sorte ist ertragsarm und war deshalb lange Zeit unbeliebt. Sie erbringt hell bis dunkelfarbige, fruchtige Rotweine mit samtigen Tanninen, sowie Aromen nach Pflaumen und Lakritze. Sie ist im DOC-Wein Colli Orientali del Friuli zugelassen.

## Eigenschaften
Die spät reifende, ertragsarme Sorte ist anfällig für „Echten Mehltau“.

## Synonyme
Duracino, Givan, Occhialina, Pignoca, Pignola di S. Colombano, Pignul, Pignuola, Pignuolo, Ribola, Ribollu, Ribolo, Rognosa, Schiettarola, Schiettarola Nera, Spampignolo, Uva Pignola di S. Colombano.
Siehe auch den Artikel Weinbau in Italien.